# Karl Adolf Lorenz
Karl Adolf Lorenz (* 13. August 1837 in Köslin; † 3. März 1923 in Stettin; auch Carl Adolf Lorenz) war ein deutscher Dirigent, Komponist und Musikpädagoge. 
Lorenz wuchs zunächst in Köslin auf und kam mit 16 Jahren nach Stettin, wo er das Marienstiftsgymnasium besuchte und zugleich Musikunterricht bei dem Komponisten Heinrich Triest erhielt. Ab 1857 studierte er an der Friedrich-Wilhelms-Universität zu Berlin und promovierte hier 1861 zum Dr. phil. Zugleich betrieb er musikalische Studien und war Schüler von Siegfried Dehn und Friedrich Kiel. Es folgten mehrere Dirigate, so beim Meixnerschen Gesangsverein in Berlin, ab 1864 beim Stralsunder Musikverein. 1866 wurde Lorenz Nachfolger von Carl Loewe als städtischer Musikdirektor in Stettin und wirkte zugleich als Organist, Gymnasialgesangslehrer und Dirigent des Musik- und des Lehrergesangsvereins. 1885 zum Königlichen Professor berufen, ging Lorenz 1910 in Ruhestand. 
Lorenz komponierte die Oratorien Winfried (1888), Otto der Große (1890), Krösus (1892), Jungfrau von Orleans (1895), Golgatha op. 65, Das Licht op. 80 (1907) sowie Hymne an die Kunst für Soli, Chor und Orchester op. 25. Des Weiteren finden sich unter seinen Werken die zwei Opern Harald und Theano (1893) und Die Komödie der Irrungen op. 40, eine Sinfonie Es-Dur op. 74, das Klaviertrio Es-Dur op. 12, sowie mehrere Motetten, Orgelwerke, Lieder, Terzette, Schulgesänge und eine Schulgesangslehre. Unter dem Pseudonym Moritz vertonte er mehrere Streiche von Wilhelm Buschs Max und Moritz für Klavier und Gesang.
Lorenz war Ehrenbürger seiner Geburtsstadt, an seinem Geburtshaus war eine Gedenktafel angebracht. Eine Straße in Köslin und eine in Stettin trugen seinen Namen.

## Schriften
- Einer und bald keiner. Lebenserinnerungen. Mallin, Stargard in Pommern 1917.